# Mariakrite
La mariakrite (simbolo IMA: Mari) è un minerale molto raro del supergruppo dell'idrotalcite e del gruppo dell'idrocalumite appartenente alla famiglia minerale degli "ossidi e idrossidi" con composizione chimica [Ca4Al2(OH)12(H2O)4][Fe2S4].

## Etimologia e storia
La mariakrite è stata scoperta in Israele, nel bacino di Hatrium (deserto del Negev), che è anche la sua località tipo; il suo campione tipo è invece conservato presso l'Accademia russa delle scienze di Mosca, nel museo mineralogico "A.E. Fersman".

## Classificazione
Il minerale è stato scoperto e approvato nel 2021, quindi non è elencato né nella Sistematica dei lapis (Lapis-Systematik) di Stefan Weiß, aggiornata fino al 2018, né nella nona edizione della sistematica dei minerali di Strunz, aggiornata dall'Associazione Mineralogica Internazionale (IMA) fino al 2009, né nella classificazione dei minerali di Dana (usata principalmente nel mondo anglosassone).
Naturalmente è elencato nell'edizione successiva aggiornata al luglio 2024, edizione proseguita dal database "mindat.org" e chiamata Classificazione Strunz-mindat. Qui la mariakrite è elencata nella classe "4. Ossidi (idrossidi, V[5,6] vanadati, arseniti, antimoniti, bismutiti, solfiti, seleniti, telluriti, iodati)" e nella sottoclasse "4.F Idrossidi (senza V od U)"; questa è a sua volta suddivisa in base alla struttura del minerale, in modo che la mariakrite possa essere trovata nella sezione "4.FL Idrossidi con H2O ± (OH); strati di ottaedri che condividono uno spigolo" dove insieme a trébeurdenite forma il sistema, senza numerazione finale ancora da definire, 4.FL.

## Abito cristallino
La mariakrite cristallizza nel sistema triclino nel gruppo spaziale P1 (gruppo nº 2) con i parametri reticolari a = 5,7107(2) Å, b = 9,9952(4) Å, c = 10,9095(4) Å, α = 98,678(3)°, β = 90,100(3)° e γ = 90,019(3)°. Sconosciuto il numero di unità di formula per cella unitaria.

## Origine e giacitura
La mariakrite è rarissima e diverse informazioni a suo riguardo sono sconosciute.
Il minerale è stato trovato in un solo sito noto, che è anche la sua località tipo, ossia circa a 2 km sud-est della "Hatrurim Junction" (strada nº 31), nel bacino di Hatrurim (deserto del Negev, Israele).